# Therese Krones

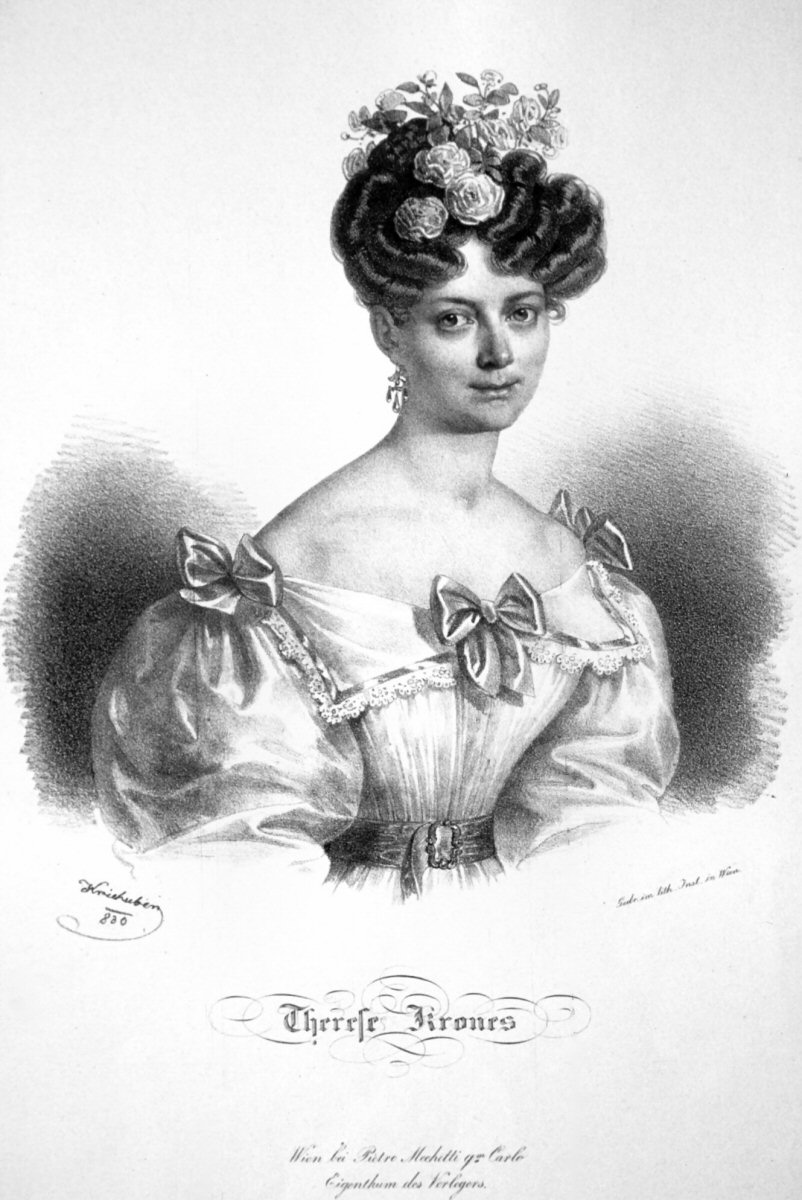
Therese Krones, Lithographie von Joseph Kriehuber, 1830

Therese Krones (* 7. Oktober 1801 in Freudenthal, Österreichisch-Schlesien; † 28. Dezember 1830 in Wien) war eine österreichische Schauspielerin und Sängerin (Sopran).

## Leben
Therese Krones war die Tochter des Schauspielers Franz Josef Krones (1766–1839) und dessen Ehefrau Anna Theresia Walter (* 1770). Der Schauspieler Josef Krones war ihr Bruder.
Bereits mit fünf Jahren stand Krones zusammen mit ihrem Bruder mit ihrem Vater auf der Bühne. Sie spielte an den verschiedensten Bühnen in Pressburg, Laibach, Agram, Graz und Ödenburg. In Ödenburg wurde sie von Ferdinand Raimund entdeckt.
1821 trat sie ein Engagement am Leopoldstädter Theater an. Sie debütierte mit dem Stück Das lustige Trauerspiel Evakathel und Prinz Schnudi oder die Belagerung von Ypsilon von Philipp Hafner. In den nächsten Jahren spielte sie an der Seite von Ferdinand Raimund, Friedrich Josef Korntheuer und Ignaz Schuster in Werken des Alt-Wiener Volkstheaters.
Den großen Durchbruch zum Erfolg hatte Krones 1824 als Rosamunde in dem Lustspiel Lindane oder die Fee der Haarbeutelschneider oder der Pantoffelmacher im Feenreich von Adolf Bäuerle. Schon zwei Jahre später, 1826 feierte sie ihren größten Erfolg als Jugend im Märchenspiel Das Mädchen aus der Feenwelt oder Der Bauer als Millionär von Ferdinand Raimund.

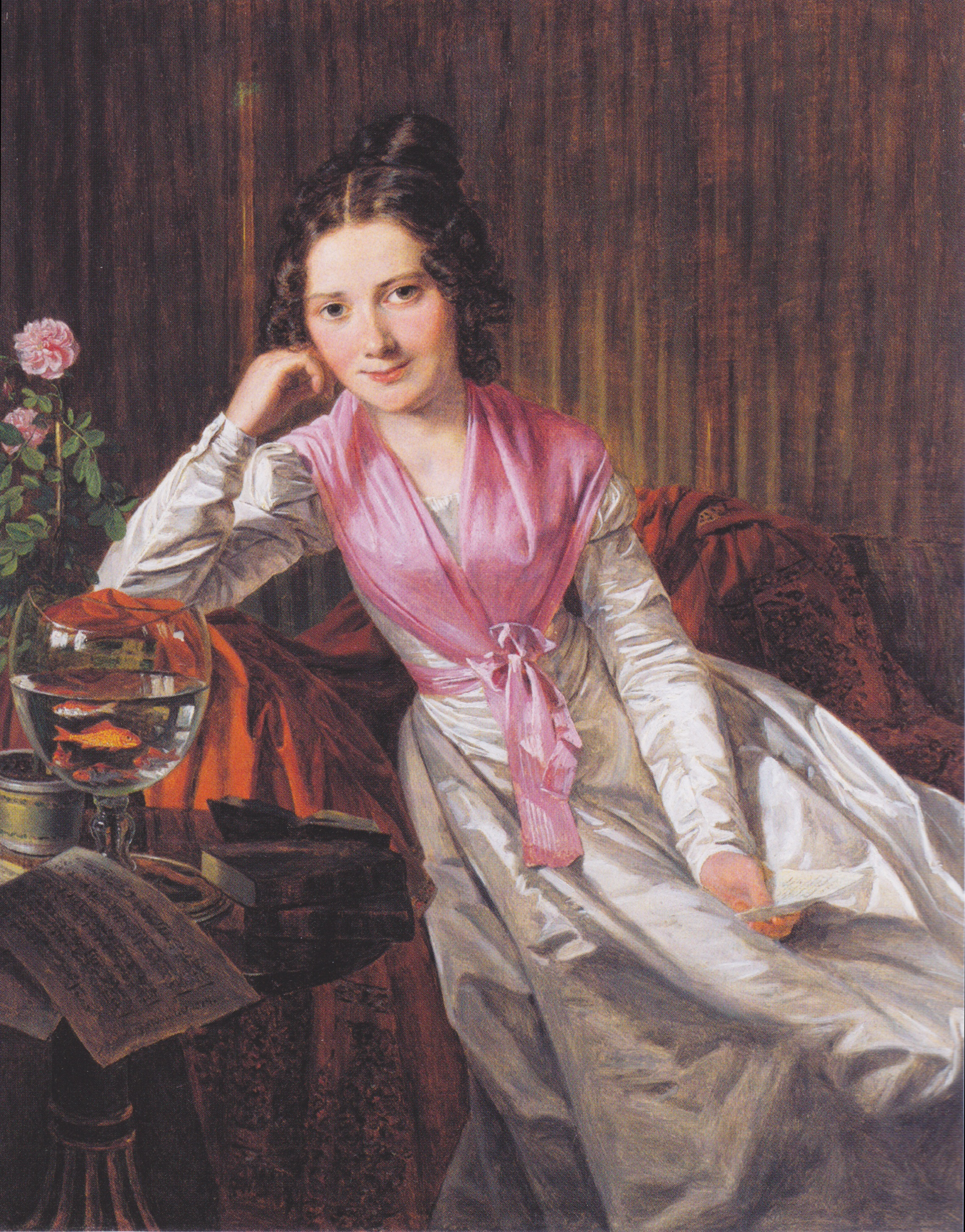
Die Schauspielerin Theres Krones, 1824, von Ferdinand Georg Waldmüller

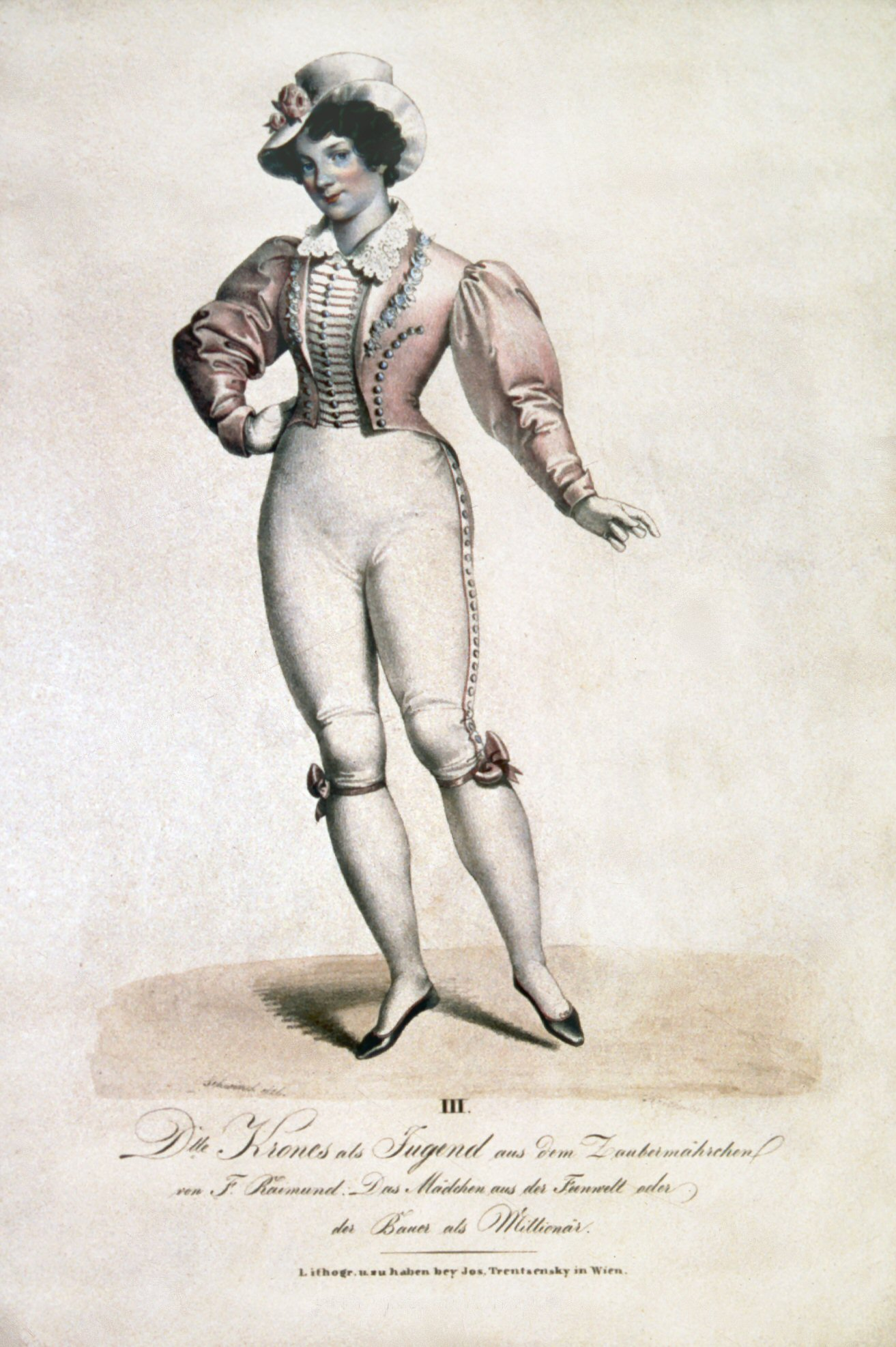
Therese Krones als Jugend in „Das Mädchen aus er Feenwelt oder Der Bauer als Millionär“.Lithographie von Josef Kriehuber nach Moritz von Schwind, um 1825

Moritz von Schwind zeichnete Krones in der Hosenrolle als Jugend, und Joseph Kriehuber, der Porträtist der Wiener Gesellschaft, verfertigte eine Lithographie nach diesem Bild. Diese Darstellung wurde u. a. von der Konditorei Demel als Vorlage für eine Statue aus Zuckerguss verwandt.
Krones Karriere und gesellschaftlicher Höhenflug zeichnete sich auch durch ein sehr verschwenderisches Leben aus. Dieses stand plötzlich vor dem Aus, als der polnische Adelige Severin von Jaroszynski, der Geliebte von Therese Krones, als Hochstapler und Raubmörder entlarvt und 1827 am „Neuen Wiener Galgen“ in der Nähe der Spinnerin am Kreuz hingerichtet wurde.
Krones verschwand aus dem gesellschaftlichen Leben Wiens und wollte ins Kloster gehen. Ferdinand Raimund gelang es nach mehreren Monaten des Bittens, sie ins Theater zurückzuholen. Am 6. September 1827 konnte man sie in der Titelrolle von Julerl, die Putzmacherin erneut bewundern.
1828 spielte sie Nettchen in Sylphide, das Seefräulein; eine Zauberposse, welche sie selbst verfasst hatte.
1830 verließ sie mit Ferdinand Raimund das Leopoldstädter Theater und wechselte ins Theater an der Wien.

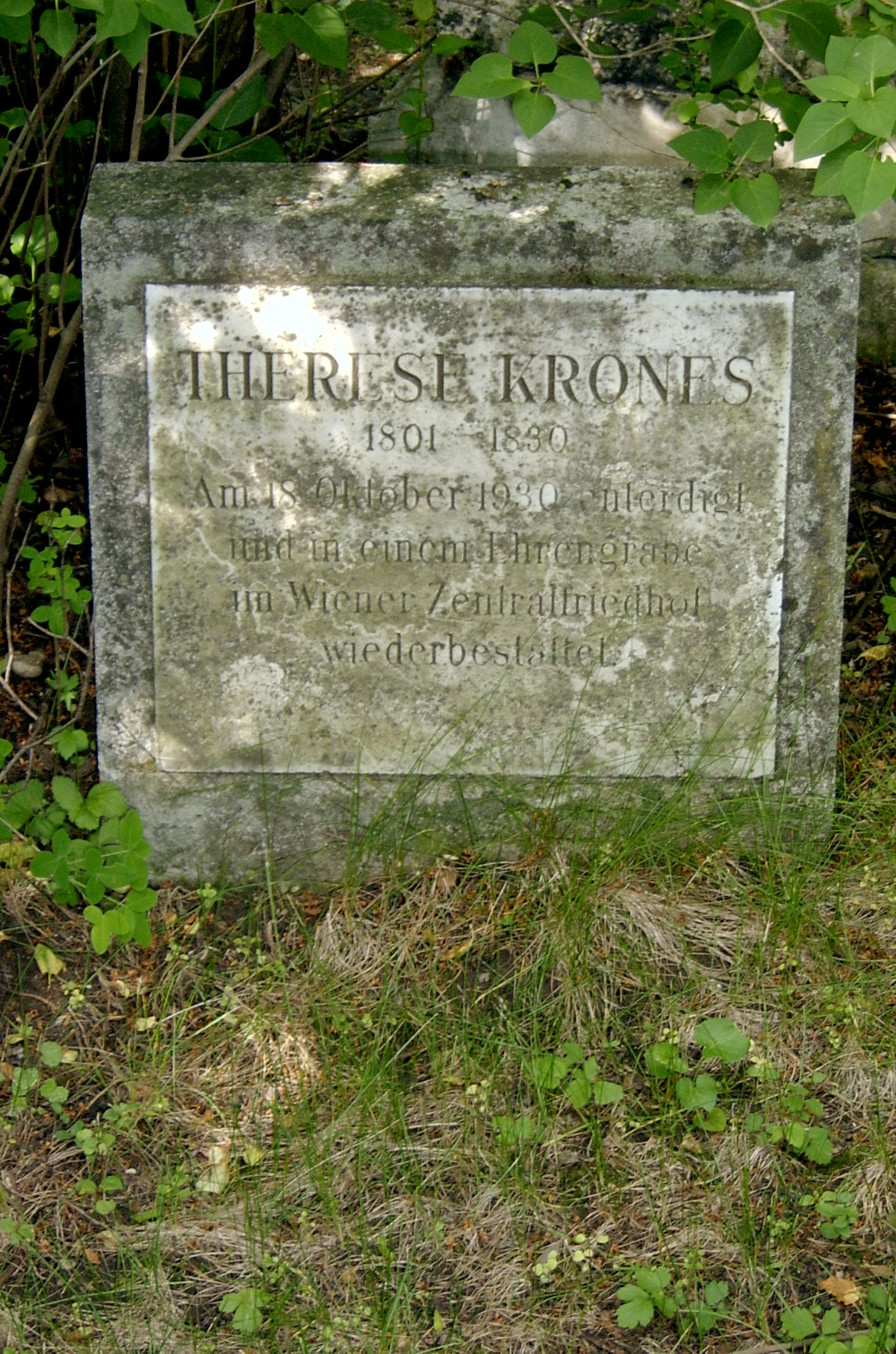
Kenotaph auf dem Sankt Marxer Friedhof in Wien

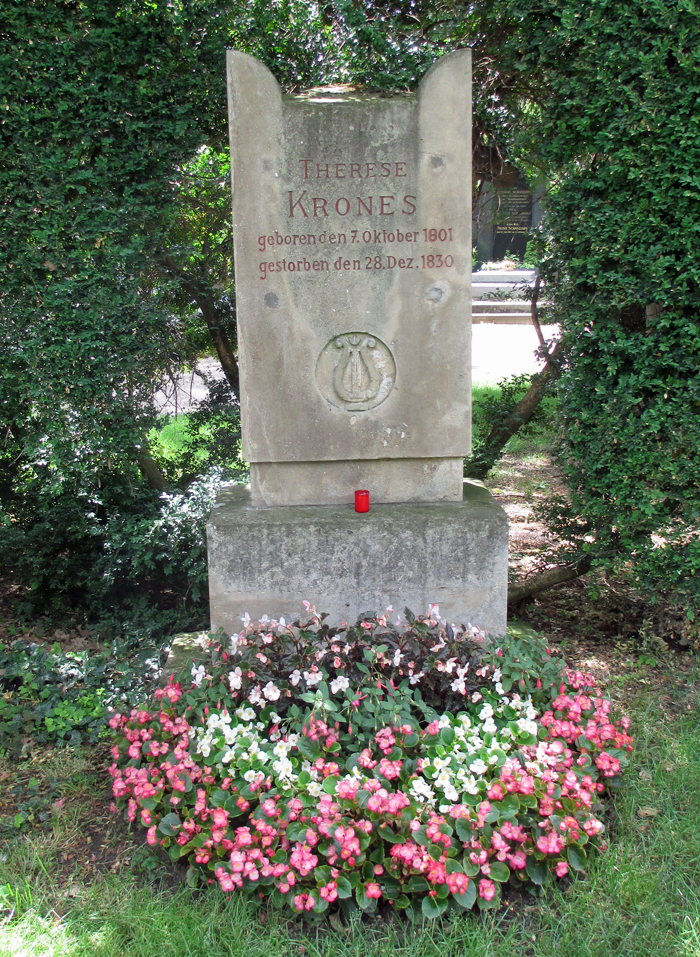
Grab auf dem Wiener Zentralfriedhof

Am 28. Dezember 1830 starb Therese Krones nach kurzer schwerer Krankheit im Alter von 29 Jahren in Wien. Sie wurde am Sankt Marxer Friedhof bestattet, wo sie aber im 20. Jh. wieder exhumiert wurde und am Wiener Zentralfriedhof (Gruppe 32 A, Nummer 45 A) in einem Ehrengrab der Stadt Wien begraben wurde. Am Sankt Marxer Friedhof erinnert noch ein kleines Kenotaph an die ursprüngliche Begräbnisstätte.
Im Jahr 1930 wurde in Wien-Döbling (19. Bezirk) die Kronesgasse nach ihr benannt. Am 1. April 2003 wurde im Gemeinderatsausschuss für Kultur eine öffentliche Grünanlage im 2. Bezirk an der Jägerzeile in der Nähe des Nestroyplatzes nach ihr benannt, der Therese-Krones-Park.

## Werke
- Der Branntweinbrenner und der Nebelgeist (1829)
- Kleopatra (1830)
- Sylphide, das See-Fräulein (1828) – Volltext online.